# Hans Feldigl
Hans Feldigl, eigentlich Johann Feldigl, (* 20. Oktober 1921 in Wolfratshausen; † 6. Dezember 1990 in München) war ein deutscher Dirigent, Chorleiter, Kapellmeister und Musikpädagoge. Er war Schüler von Igor Markevitch und Kurt Eichhorn.

## Leben
Feldigl stammte aus einer musikalischen Familie, die im Kirchenchor der Stadtpfarrkirche Sankt Andreas in Wolfratshausen sehr aktiv war. Sein Vater Max Feldigl (* 19. Juli 1889 in Jachenau; † 1945), ein Sohn von Ferdinand Feldigl, leitete den Kirchenchor von 1913 bis zu seinem Tod. Seine Mutter Theresia Feldigl, genannt Therese, geborene Burger, sang im Kirchenchor und seine Schwester Maria (* 1929 in Wolfratshausen) begleitete diesen unter anderem am Flügel und auf der Orgel.
Hans Feldigl war während des Zweiten Weltkriegs als Sanitätsgefreiter tätig. 1945 heiratete er die vom Chiemsee stammende Irmengard Huber (* 1923), die er 1944 beim Sanitätsdienst im Krankenhaus Gabersee kennengelernt hatte. Aus der Ehe gingen zwei Kinder, ein Sohn und eine Tochter, hervor. Nach dem Ende des Zweiten Weltkriegs zog die Familie nach Wolfratshausen. Dort übernahm Feldigl 1945 die Funktion des Chorleiters des Kirchenchors der Stadtpfarrkirche Sankt Andreas, den sein Vater bis zu seinem Tod dirigiert hatte. Mit dem Kirchenchor führte er in den ersten Nachkriegsjahren u. a. Brahms’ Chorwerk Ein deutsches Requiem, Haydns Die Schöpfung und nahezu vergessene Chorwerke wie die Mariazeller-Messe von Joseph Haydn und die Messe in D-Dur von Otto Nicolai auf. 1948 leitete er die Aufführung des Singspiels Der Holledauer Fidel. Am 1. November 1952 wurde die Aufführung von Haydns Paukenmesse im Rundfunk übertragen. Am 1. März 1953 gab er diese Tätigkeit auf, weil er sich einer künstlerischen Tätigkeit als Kapellmeister am Opernhaus Kiel widmen wollte.
Am Opernhaus Kiel, wo er 1954 sein erstes Dirigenten-Engagement am Theater erhielt, wirkte er als Studienleiter und Kapellmeister. In der Saison 1960/61 dirigierte Feldigl am Stadttheater Kiel die deutsche Erstaufführung der Oper Der silberne Reiher von Ikuma Dan, mit Alfred Vökt in der Rolle des Yohyo. In seiner Kieler Zeit war er von 1956 bis 1961 auch Leiter des Städtischen Chores Kiel (jetzt Philharmonischer Chor Kiel), den er bei mehreren Konzertaufführungen auch selbst dirigierte. Er studierte in dieser Zeit ein gutes Dutzend Werke ein, darunter die Missa solemnis von Beethoven. Am 4. April 1957 sang der Philharmonische Chor Kiel unter Feldigls Leitung Joseph Haydns Oratorium Die Jahreszeiten. Am 28. November 1957 übernahm er kurzfristig das Dirigat der Messa da Requiem von Giuseppe Verdi in der Nikolaikirche. Unter seiner Leitung wurde am 24. April 1960 das Requiem von Heinrich Sutermeister im Stadttheater Kiel aufgeführt. Als Höhepunkt seiner Arbeit mit dem Städtischen Chor Kiel führte er am 21. Juni 1961 die Catulli Carmina von Carl Orff und Les Noces von Igor Strawinsky auf. Im Mai 1971, inzwischen fest in Dortmund engagiert, sprang Feldigl bei einer Aufführung von Arnold Schönbergs Erstem Psalm in Neuss noch einmal kurzfristig als Dirigent des Städtischen Chors Kiel und der Norddeutschen Philharmonie ein.
In den 1960er und 1970er Jahren war er unter GMD Wilhelm Schüchter für mehr als 17 Jahre als Dirigent und Kapellmeister am Opernhaus Dortmund engagiert, wo er sich besonders für die Musik des 20. Jahrhunderts einsetzte. In der Spielzeit 1965/66 dirigierte er am Opernhaus Dortmund im November 1965 die Premiere von Carl Orffs Musiktheaterwerk Der Mond. In der Spielzeit 1972/73 leitete er im Januar 1973 am Opernhaus Dortmund eine Neueinstudierung der Oper Madama Butterfly in einer Inszenierung von Giancarlo del Monaco. Im Oktober 1973 dirigierte er am Opernhaus Dortmund die Oper Lucia di Lammermoor in einer Produktion in deutscher Sprache. In der Spielzeit 1973/74 (Premiere: Juni 1974)  dirigierte er am Opernhaus Dortmund eine Neueinstudierung der Oper Die verkaufte Braut.
Zuletzt war er Dozent am Richard-Strauss-Konservatorium in München. Von 1985 bis zu seinem Tod 1990 leitete er den Chor der Musikfreunde Isartal. Der Verein löste sich Anfang 2016 auf.